# 宗教綜攝
宗教綜攝或宗教融合等（英語：Religious syncretism）是指兩種以上宗教信仰體系融合成一個新體系，或將不相關傳統的信仰融合到一個宗教傳統中。分別與多重宗教歸屬和多神論的觀念形成對比。
發生這種情況的原因有很多，後一種情況很常見於存在多個宗教傳統並在文化中積極發揮作用的地區，或者當一種文化被征服時，征服者會帶來他們的宗教信仰與他們一起，但他們並沒有成功地徹底根除舊的信仰，尤其是舊的做法。
宗教的信仰或歷史可能具有融合的元素，但這些被貼上標籤的系統的追隨者通常不贊成使用該標籤，尤其是屬於“顯露”宗教系統的追隨者，例如亞伯拉罕宗教，或任何表現出排他主義（英語：Exclusivism）的系統。這些追隨者有時將融合視為對他們純粹真理的背叛。通過這種推理，添加不相容的信仰會破壞原始宗教，使其不再真實。事實上，對特定融合趨勢的批評者有時可能會使用“融合”一詞作為貶義詞，指責那些試圖將新觀點、信仰或實踐融入宗教體系的人實際上是在扭曲原始信仰。根據基思·費迪南多（Keith Ferdinando）的說法，其後果是對主要宗教的完整性的致命妥協。 另一方面，非排他主義的信仰體系可能會很自由地將其他傳統融入自己的傳統中。